# 블리츠 (웨딩피치)
블리츠(한국명:브릿츠)는 애천사전설 웨딩피치의 등장인물이다. 이 애니메이션의 목소리를 연기한 성우는 일본에 요코야마 치사와 대한민국은 유남희와 정유미이다.

## 개요
산드라의 부하이자 3인방중 1명이며 천둥과 번개를 조종하는 화마 퓨리족의 악마.
17회에서 등장. 머리는 빨간색

## 작중행적
17회에서는 노이즈와 클라우드와 같이 피치의 학교까지 찾아와서 세인트 썸씽포를 노린다. 사람들을 손으로 천둥과 번개를 만들어서 소멸까지 하고, 다른 악마들을 만들어서 사랑의 천사들을 쓰려뜨리려고 했다. 리모네의 도움으로 사랑의 천사들에게 당해서 실패를 하게 되고 다시 악마계로 돌아온다. 산드라에게 혼이 나서 따로따로 서둘렀다고 화나게 했다. 19회에서는 혼자 세인트 썸씽포를 가지고 가려다가 그만 릴리가 세인트 썸씽포를 가지게 된다. 마지막에는 사랑의 천사들에게 정화를 맞다가 사라지게 되었다.